# Gymnema foetidum
Gymnema foetidum är en oleanderväxtart som beskrevs av Ying Tsiang. Gymnema foetidum ingår i släktet Gymnema och familjen oleanderväxter. Inga underarter finns listade i Catalogue of Life.